# 장다니엘 코스
장다니엘 코스(프랑스어: Jean-Daniel Causse, 1962년 6월 18일~2018년 6월 8일)는 프랑스의 개신교 신학자이자 정신분석가이며, 몽펠리에 개신교신학대학교(Faculté de Théologie protestante de Montpellier), 몽펠리에 폴 발레리 대학(Paul-Valéry-Montpellier)에서 정신분석학을 가르친 교수이다. 한국에서는 예명대학원대학교의 강응섭 교수가 그의 제자이다.

## 생애
장다니엘 코스는 1985년 몽펠리에 개신교신학대학교(Faculté de Théologie protestante de Montpellier)에서 신학 석사학위를 받았다. 그는 1985년부터 1991년까지 프랑스 개혁교회(Église réformée de France)의 오트피레네(Hautes-Pyrénées) 지역 목사로 사역했으며, 이후 1991년부터 1997년까지 몽펠리에에서 목회하였다. 1996년에는 스트라스부르(Strasbourg) 개신교 신학대학에서 「하나님의 사랑: 신화 해체와 신학적 재독해」라는 제목의 박사논문을 앙드레 비르멜레(André Birmelé) 교수의 지도 아래 완성했다. 1997년부터 2007년까지 몽펠리에 개신교신학대학교(Faculté de Théologie protestante de Montpellier)에서 강사(마이트르 드 콩프랑스)로 시작하여 윤리학 교수로 재직했고, 2004년부터 2007년까지 학장으로 봉직했다. 2007년에는 몽펠리에 폴 발레리 대학의 교수로 임명되었으며, 인문·사회과학 분야의 융합연구센터(CRISES) 소장을 맡았다. 제네바 대학, 뇌샤텔 대학, 캐나다의 라발 대학과 몬트리올 대학에서 초빙교수로도 활동했다. 파리 고등사범학교(École normale supérieure de Paris) 정신분석 고등연구소의 협력 연구원이었으며, 프로이트 정신분석학회(Société de psychanalyse freudienne)의 회원이었다. 장다니엘 코스는 2018년 6월 8일에 소천했다.

## 같이 보기
- 몽펠리에 개신교신학대학교
- 강응섭